# Liste von Steinen im menschlichen Körper
Die Liste von Steinen im menschlichen Körper umfasst Steine, die im menschlichen Körper aufgrund in der Regel krankhafter Prozesse entstehen können.

## Liste
| Stein                                     | Körperregion                           | Weitere Bezeichnungen                                    | Zusammensetzung | Anmerkungen | Abbildung                                                                                               |
| ----------------------------------------- | -------------------------------------- | -------------------------------------------------------- | --- | --- | --- |
| Rhinolith                                 | Nasenhöhle                             | Nasenstein                                               | Ein Rhinolith bildet sich in der Regel um den Kern eines kleinen Fremdkörpers, eines Blutgerinnsels oder eines Sekrets durch langsame Ablagerung von Kalzium- und Magnesiumkarbonat- und Phosphatsalzen                                                                       | | |
| Sialolith                                 | Speicheldrüse                          | Speichelstein                                            | Zentrale organische Matrix aus Glykoproteinen, Mukopolysacchariden, Lipiden und Zelltrümmern von Bakterien und den Gangwänden mit konzentrischen anorganischen Anlagerungen, vorwiegend aus Calciumphosphat (z. B. Brushit, Apatit, Whitlockit, Hydroxylapatit und Weddellit) | | |
| Tonsillolith                              | Krypten der Gaumenmandel               | Mandelstein, Tonsillenstein                              | Mineralisierte Ablagerungen von abgestoßenen Schleimhautzellen und Speiseresten | | |
| Calculus dentis                           | Zahnhals                               | Zahnstein                                                | Zahnstein besteht aus Apatit (Ca5[F(PO4)3]), Hydroxylapatit (Ca5[OH (PO4)3]), Brushit (Ca[PO3(OH)]·2 H2O), Whitlockit (Ca9(Mg FeII)[PO3(OH)\|(PO4)6]), Proteinen und Kohlenhydraten                                                                                           | | |
| Pneumolith, Bronchialstein                | Lunge, Bronchien                       | Lungenstein                                              | Zumeist Tuberkulosebedingter verkalkter peribronchialer Lymphknoten, seltener ein in einen Bronchus dislozierter Bronchusknorpel. | | Broncholith im Computertomogramm und bei der Bronchoskopie Link zum Bild (Bitte Urheberrechte beachten) |
| Bezoar                                    | Magen                                  | Magenstein                                               | Konvolut verschluckter, unverdaubarer Materialien | Trichotillomanie und Trichophagie kann zu einem Trichobezoar und zum Rapunzelsyndrom führen | |
| Enterolith                                | Darm                                   | Kotstein, Koprolith, Fekalom, Faecalith                  | Massiv eingedickter, eingetrockneter Darminhalt | | |
| Cholelith, Cholezystolith, Choledocholith | Gallenblase, Gallengang                | Gallenstein                                              | Cholesterin, Bilirubin-Calcium | | |
| Pankreolith, Calculus pancreaticus        | Bauchspeicheldrüse                     | Pankreasstein                                            | Kalziumkarbonat, Kalziumphosphat | Pankreassteine entstehen meist im Rahmen einer chronischen Pankreatitis oder bei Stauung von Pankreassekret | |
| Nephrolith                                | Niere                                  | Nierenstein                                              | Calciumoxalat (65 %), Harnsäure (15 %), Struvit (11 %), Calciumphosphat (9 %), Cystin (1 %), Xanthin (1 %) | Struvit-Steine treten vor allem im Zusammenhang mit Infektionen auf und werden daher auch als Infektsteine bezeichnet | |
| Urolith, Ureterolith, Urethralith         | Ableitende Harnwege, Ureter, Harnblase | Harnstein, Harnleiterstein, Blasenstein, Harnröhrenstein | Calciumoxalat, Calciumphosphat, Harnsäure, Struvit, Cystin, Xanthin | | |
| Prostatastein                             | Prostata                               | Corpora amylacea                                         | Verkalktes nekrotisches Gewebe nach einer Prostatitis. | | |
| Lithopädion                               | Bauchhöhle, Uterus                     | Steinkind, Steinfrucht                                   | Abgestorbener Fötus, der durch Aufnahme von Kalk eingekapselt und mumifiziert ist | | |
| Phlebolith                                | Vene                                   | Venenstein                                               | Verkalkter oder verknöcherter Thrombus in einer Vene | | |
| Statolith                                 | Ohr                                    | Ohrstein, Otolith, Otokonien                             | Calcit | Statolithen und Otokonien sind essenziell für das Gleichgewichts- und Hörorgan des Menschen. Eingebettet in eine gelartige Matrix im Innenohr übertragen sie ihre Bewegungen bei Lageänderungen und Schallwellenaufnahme auf Sinnes- und Haarzellen. Statolithen sind nur wenige Mikrometer groß. | |
| Omphalolith                               | Bauchnabel                             | Nabelstein                                               | Feste Masse aus retinierten Hornzellen mit Melaninpigment | | |